# Заступници по запослењу
Заступници по запослењу су лица која су овлашћена да без посебног пуномоћја обављају одређене послове у привредним друштвима или код предузетника. То могу бити физичка лица која су у радном односу у друштву, као и лица које нису у радном односу а обављају функцију у друштву. Њихово овлашћење за обављање послова је претпостављено. Оно произилази из природе обављања њихових радних дужности. Реч је о пословима који спадају у редовно пословање привредних субјеката а који укључују и закључење односно испуњење одређених уговора или предузимање других правних радњи.
Закон о облигационим односима , као пример, набраја могућа лица као пуномоћнике по запослењу: продавци у продавницама, лица која обављају одређене услуге у угоститељству, лица на пословима шалтерске службе у пошти, у банци и слично.
Иако нису наведени као пример, досадашња судска пракса је прихватила је да се у пуномоћнике по запослењу сврставају и : комерцијални директор, комерцијалиста, директор кадровског сектора, руководилац градилишта, шеф представништа.

## Правна природа
Пуномоћје по запослењу представља облик заступања друштва чија се овлашћења заснивају на претпостављеној изјави воље заступаног (привредног друштва), самим чином запослења.
Како су привредна друштва правна лица она не могу непосредно предузимати правне радње, већ то морају чинити преко својих заступника. Заступник иступа у правном промету у име и за рачун привредног друштва или предузетника. Заступником у ширем смислу се сматрају сва лица која представљају привредно друштво према трећим лицима, а у ужем смислу она лица чија овлашћења за заступање проистичу из закона или општих аката која су прописно регистрована. За разлику од њих, овлашћења за заступање пуномоћника произилази, не из закона, већ из пуномоћја које је добијено од заступника друштва. Пуномоћје је, по правилу, писано овлашћење које у себи садржи обим и врсту послова које је пуномоћник овлашћен да предузима. У случају пуномоћника по запослењу, овако схваћено пуномоћје заправо не постоји, а не постоји ни посебан уговорни однос између друштва и пуномоћника. Сва права и обавезе проистичу уз чињенице извршавања радних задатака које је друштво захтевало, у склопу редовног пословања, од запосленог. Оваква овлашћења не морају се предвидети статутом, нити се мора извршити упис у регистар.
У правној теорији, поставило се и питање да ли и пуномоћници по запослењу могу, у оквиру својих овлашћења, дати пуномоћје другом лицу. Пресудом Врховног привредног суда заузет је став да се могу пренети одређена права, али не и сва.

## Права и обавезе
- Овлашћења

Лица која као запослени у друштву раде на пословима чије обављање у редовном пословању укључује и закључење или испуњење одређених уговора или предузимање других правних радњи, овлашћена су да као пуномоћници друштва закључују и испуњавају те уговоре, односно предузимају те правне радње у границама послова на којима раде без посебног пуномоћја.
- Ограничења овлашћења

Пуномоћник по запослењу је дужан да поступа по правилима која произилазе из пословних обичаја.
Уколико пуномоћник прекорачи овлашћења, друштво не одговара осим ако таква прекорачења накнадно не одобри (ратификује). Што значи да би правни посао био ништав, а лице одговорно за штету трећем савесном лицу. Ово је правило које је је прихваћено у Закону о облигационом односима што је потпуно супротно од правила садржаном у Закону о привредним друштвима, који изричито прописује да се ограничења овлашћења не могу истицати према трећим лицима. У том случају правни посао би био пуноважан и као такав обавезивао друштво а, пуномоћник по запослењу би одговарао за штету коју је нанео привредном друштву, изузев ако је поступало у складу са одлуком надлежног органа друштва. Став правне теорије је да се треба приклонити решењу из Закона о привредним друштвима који обезбеђује већу правну сигурност, поверење у пословни промет и заштиту трећих савесних лица којима је најпре у интересу остварење закљученог правног посла.

## Престанак
Као правне чињенице релевантне за престанак пуномоћја по запослењу најчешће се јављају престанак правног лица односно смрт физичког лица као пуномоћника или као властодавца, а по самој логици ствари то ће бити и престанак самог радног односа.